# خافيير هرنانديز (متسابق يخت)
خافيير هرنانديز (بالإسبانية: Javier Hernández)‏ هو متسابق يخت إسباني، ولد في 26 نوفمبر 1983.

## وصلات خارجية
- خافيير هرنانديز على موقع الاتحاد الدولي للملاحة الشراعية (موقع جديد) (الإنجليزية)
- خافيير هرنانديز على موقع الاتحاد الدولي للملاحة الشراعية (موقع قديم) (الإنجليزية)
- خافيير هرنانديز على موقع اللجنة الأولمبية الدولية (الإنجليزية)
- خافيير هرنانديز على موقع أوليمبيديا (الإنجليزية)
- خافيير هرنانديز على موقع اللجنة الأولمبية الإسبانية (الإسبانية)